# 나탈리아 스트레이그나드
나탈리아 스트레이그나드(Natalia Streignard, 1970년 9월 9일 ~ )는 베네수엘라의 배우이다.